# 橋本一径
橋本 一径（はしもと かずみち、1974年 - ）は、日本の学者、映画批評家である。

## 経歴
1999年から2001年まで『カイエ・デュ・シネマ・ジャポン』編集委員を務めた。愛知工科大学講師を経て、2012年より早稲田大学准教授、17年に教授。

## 著書

### 単著
- 『指紋論 心霊主義から生体認証まで』（青土社、2010年、第2回表象文化論学会賞奨励賞）[2]

### 共編著
- 『〈他者〉としてのカニバリズム』（水声社、2019年、編著）

### 訳書
- 『イメージ、それでもなお アウシュヴィッツからもぎ取られた四枚の写真』（平凡社、2006年、ジョルジュ・ディディ＝ユベルマン著）
- 『同一性の謎 知ることと主体の闇』（以文社、2012年、ピエール・ルジャンドル著）
- 『法的人間 ホモ・ジュリディクス 法の人類学的機能』（勁草書房、2018年、アラン・シュピオ著）
- 『フィラデルフィアの精神 グローバル市場に立ち向かう社会正義』（勁草書房、2019年、アラン・シュピオ著）